# Kate Phillips
Kate Phillips (* 21. Mai 1989 in London) ist eine britische Schauspielerin. Bekannt wurde sie durch ihre Rolle als Jane Seymour in der erfolgreichen Miniserie Wölfe (2015). Weitere Bekanntheit erlangte sie durch die letzten vier Staffeln der Fernsehserie Peaky Blinders – Gangs of Birmingham als Linda Shelby.

## Biografie
Nachdem sie drei Jahre an der Leeds University studiert hatte, sicherte sich Phillips einen Platz an der Guildhall School of Music and Drama in London. Nach ihrem Abschluss kehrte sie nach Leeds zurück, um im West Yorkshire Playhouse als Abigail Williams in Hexenjagd aufzutreten. Zu diesem Zeitpunkt hatte sie bereits ihre Szenen für die BBC-Adaption von Wölfe gedreht, in der sie Jane Seymour spielte, eine Rolle, die ihr angeboten worden war, als sie noch in Guildhall studierte. Nach der Erstausstrahlung von Wölfe gab es einige leichte Kontroversen, nachdem einige Historiker Philips als „zu hübsch“ bezeichneten, um die dritte Frau Heinrichs VIII. zu spielen. Diese Kritik wurde von mehreren Kritikern ignoriert, die Phillips’ Leistung mit Screen Daily lobten und sie als „Star of Tomorrow“ bezeichneten.  Anschließend sicherte sie sich Rollen in Krieg und Frieden, Peaky Blinders und The Crown.
Eine Ankündigung vom August 2018 deutete darauf hin, dass Phillips zu den neuen Darstellern gehören würde, die sich den ursprünglichen Schauspielern des Spielfilms Downton Abbey anschließen würden, der ungefähr zur gleichen Zeit mit den Dreharbeiten begann.

## Filmografie
- 2015, 2024: Wölfe (Wolf Hall, Fernsehserie, 10 Episoden)
- 2016: Krieg und Frieden (War & Peace, Fernsehserie, 3 Episoden)
- 2016–2022: Peaky Blinders – Gangs of Birmingham (Peaky Blinders, Fernsehserie, Staffel 3–6)
- 2016: The Crown (Fernsehserie, 3 Episoden)
- 2016: My Mother and Other Strangers (Fernsehserie, 3 Episoden)
- 2018: The Alienist – Die Einkreisung (The Alienist, Fernsehserie, Episode 1x03)
- 2019: Niemandsland – The Aftermath (The Aftermath)
- 2019: Downton Abbey
- seit 2020: Miss Scarlet and The Duke (Fernsehserie)
- 2020: The English Game (Miniserie, 5 Episoden)
- 2021: Benediction
- 2022: Atlanta (Fernsehserie, Episode 3x06)
- 2023: Hijack (Miniserie, 7 Episoden)